# La isla (película de 2000)
La isla es una película surcoreana dramática de 2000 escrita y dirigida por Kim Ki-duk, su quinto film y el primero en recibir el aplauso generalizado de crítica y público. La película ha ganado fama por escenas espantosas que provocaron que algunos espectadores vomitaran o se desmayaran cuando se estrenó en el Festival Internacional de Cine de Venecia de 2000.

## Argumento
La muda Hee-jin trabaja un resort de pesca, donde alquila pequeñas cabañas flotantes y transporta a sus clientes de un lado a otro. Ella también se ocupa desapasionadamente de las necesidades de sus clientes vendiendo suministros, proporcionando prostitutas u ocasionalmente actuando como tal. Sin embargo, un día llega al lago un ex-policía llamado Huyn Shik que acaba de matar a su amante y está dispuesto a suicidarse. Hee-Jin lo impide y comienza a formarse un vínculo entre ellos.

## Controversia
Como muchas de las películas de Kim Ki-duk, La isla no fue bien recibida en Corea. De todas maneras, la película y sus elementos polémicos también causaron cierto revuelo en los festivales de cine en los que apareció. La película fue una de las primeras películas coreanas que se presentó en la categoría de competición oficial en el Festival Internacional de Cine de Venecia de 2000, después de Chunhyang de Im Kwon-taek, y Mentiras de Jang Sun-woo.
Hay algunas escenas controvertidas en la película. Las dos escenas que involucran intentos de suicidio con anzuelos hicieron que el público y algunos críticos se estremecieran. También hay numerosas escenas que hacen referencia a la crueldad hacia los animales, que según el director Kim Ki-duk, eran todas reales.